# Klasztor Stams
Klasztor Stams (niem. Stift Stams) – klasztor cystersów w Stams w austriackim Tyrolu. 
Ufundowany w 1273 przez grafa Meinharda II i jego żonę Elżbietę Bawarską dla cystersów z Kaisheim. Stał się miejscem pochówku władców Tyrolu a dzięki licznym nadaniom przekształcił się w gospodarcze centrum regionu.
Klasztor podupadł znacznie w XVI wieku po reformacji, wojnie chłopskiej 1525 roku, splądrowaniu w 1552 przez oddziały Maurycego Saskiego i pożarze w 1593. Ostało się wówczas tylko ok. trzech zakonników. Odbudowano go na początku XVII wieku. Zaś w I połowie XVIII wieku otrzymał barokowy wystrój, autorstwa Georga Antona Gumppa, Johanna Georga Wolckera i Franza Xavera Feuchtmayera. Sam kościół klasztorny pochodzi z 1284.
W 1807 – w okresie wojen napoleńskich – rząd bawarski rozwiązał klasztor, ale został reaktywowany w 1816 (gdy Tyrol wrócił pod władzę Austrii) przez cesarza Austrii Franciszka I. W latach 1938–1939 naziści zajęli budynki klasztorne na punkt przesiedleniowy dla mieszkańców południowego Tyrolu. Zakonnicy powrócili do Stift Stams dopiero w 1945. W 1984 papież Jan Paweł II podniósł kościół klasztorny do rangi bazyliki mniejszej.
W krypcie klasztornej zostali pochowani członkowie rodu Habsburgów, którzy rządzili Tyrolem, w tym: Fryderyk IV Habsburg i Zygmunt Habsburg. Spoczywa również tutaj cesarzowa rzymska, księżniczka mediolańska Bianca Maria Sforza, druga żona Maksymiliana I.